# Lorand Gaspar

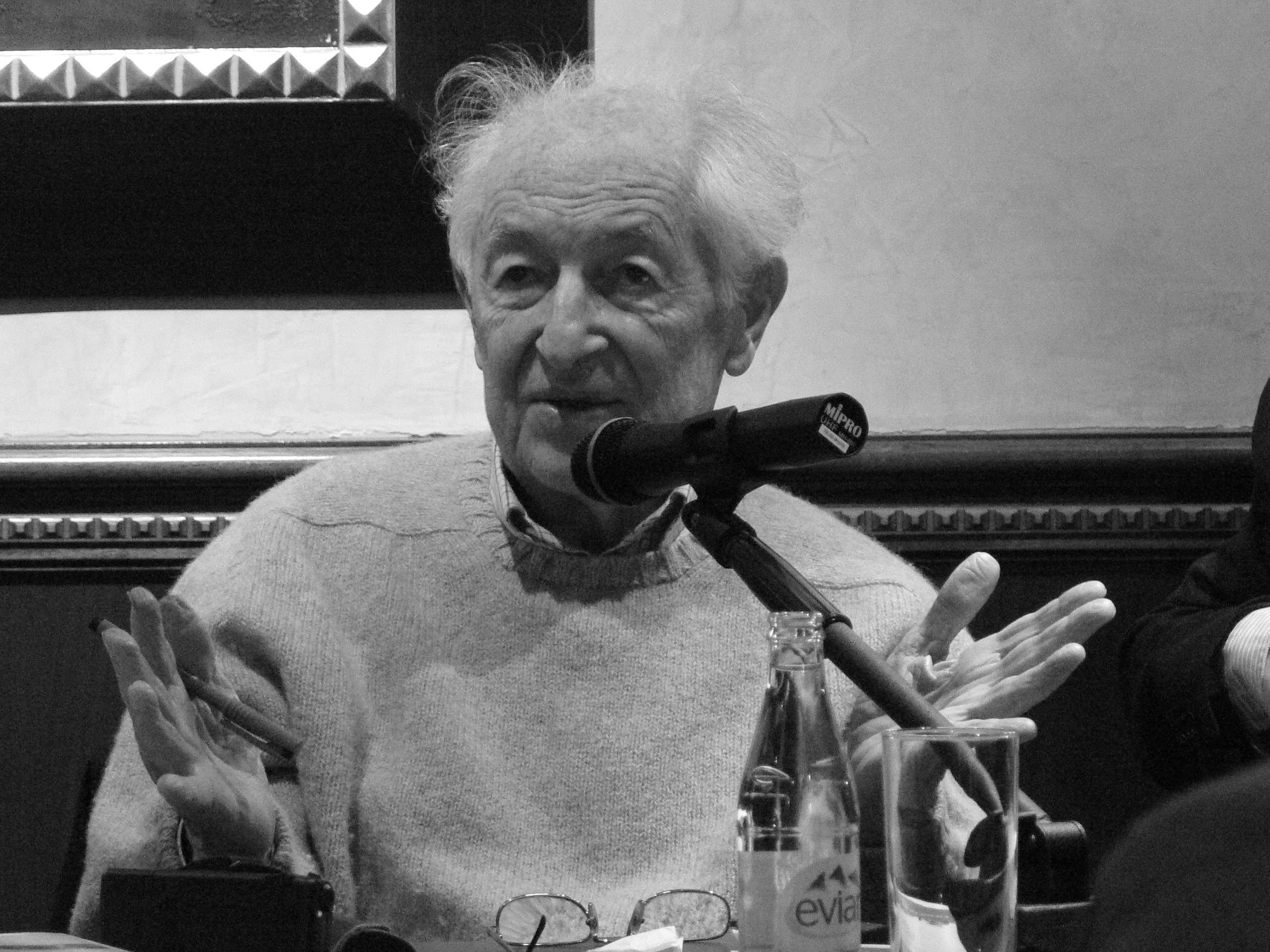
Lorand Gaspar (2006)

Lorand Gaspar (ur. 28 lutego 1925 w Târgu Mureș, zm. 9 października 2019 w Paryżu) – francuski lekarz, poeta i tłumacz pochodzenia węgierskiego.
Pochodził z węgierskiej rodziny z Siedmiogrodu. W 1943 roku podjął studia na Politechnice Budapeszteńskiej, ale przerwało je powołanie do niemieckiego wojska. Przebywał w obozie pracy, skąd uciekł do Paryża. Tam, pracując dorywczo, ukończył studia medyczne. Pracował jako chirurg we francuskich szpitalach w Betlejem, Jerozolimie oraz Tunisie. W 1966 roku opublikowany został jego debiutancki tom poezji, zatytułowany Le Quatrième État de la matière. W swojej twórczości nawiązywał do wspomnień z pobytu na Bliskim Wschodzie. Wiersze często uzupełniał odautorskimi komentarzami dotyczącymi historii i geografii ziem, na których przebywał. Znajomość wielu języków pozwalała mu także na opracowywanie tłumaczeń z niemieckiego (twórczość Rilkego), greckiego (Jorgosa Seferisa), węgierskiego (Jánosa Pilinszkego) oraz angielskiego (D.H. Lawrence'a, Petera Rileya).

## Wybrana twórczość
- Le Quatrième État de la matière, 1966.
- Gisements, 1968
- Histoire de la Palestine, 1968.
- Palestine, année zéro, 1970.
- Sol absolu, 1972.
- Approche de la parole, 1978.
- Corps corrosifs, 1978.
- Egée suivi de Judée, 1980.
- Feuilles d'observation, 1986.
- Carnets de Patmos, 1991.
- Égée, Judée, suivi d’extraits de Feuilles d’observation et de La maison près de la mer, 1993.
- Apprentissage, 1994.
- Carnets de Jérusalem, Cognac, Le temps qu'il fait, 1997.
- Patmos et autres poèmes, 2001.
- Derrière le dos de Dieu, 2010.